# Глазго (аеропорт)

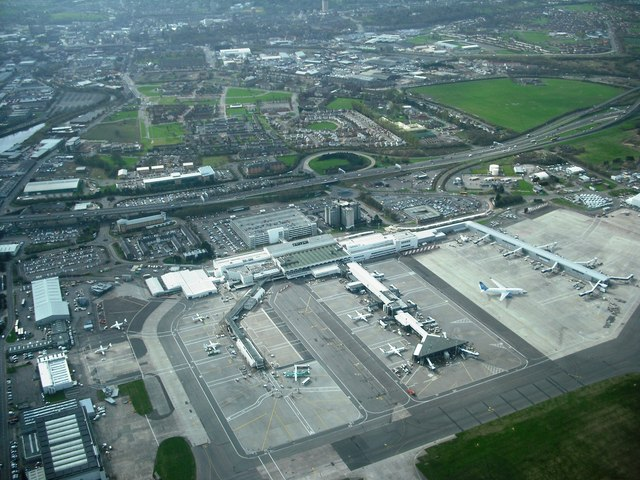
Аеропорт Глáзго з висоти пташиного польоту

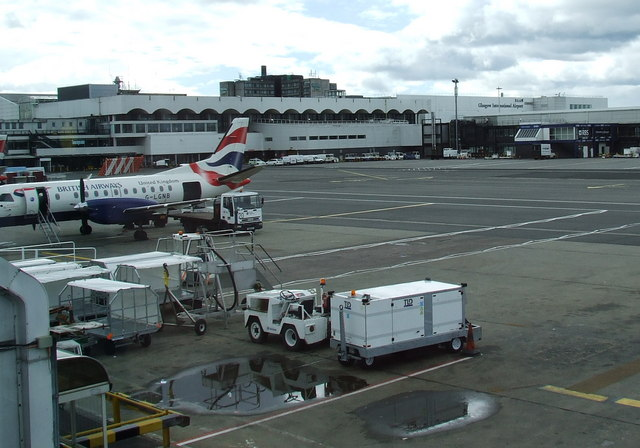
Перон

Аеропорт Глáзго, неофіційно ― Міжнародний аеропорт Глазго (англ. Glasgow International Airport, шотл. Glesga Airport, шотл. гел. Port-adhair Eadar-nàiseanta Ghlaschu) (IATA: GLA, ICAO: EGPF), раніше ― Abbotsinch Airport, — міжнародний аеропорт в Шотландії, що розташований за 16 км W від центру міста Глазго. В 2016 р. аеропорт обслужив ~ 9,4 млн. пасажирів, це 7% річного приросту, ставлячи його на друге місце в країні за важливістю, після Единбурзького аеропорту, та на восьме ― у Великій Британії. Є головним аеропортом, що обслуговує західну частину Шотландії та провідним вхідним портом для трансатлантичних та довготривалих рейсів в країні.
Аеропортом володіє та керує AGS Airports, що також має права на Абердинський та Саутгемптонські аеропорти. Раніше аеропорт Глазго належав Heathrow Airport Holdings (застаріле BAA). Найпотужніми експлуатантами в порту є British Airways та Loganair, крайній використовує порт як хаб. Іншими провідними авіакомпаніями, що використовують GLA як базу, є EasyJet, Jet2, Ryanair  та TUI Airways.
Аеропорт було відкрито у 1966 р., на першому етапі звідси здіснювались внутрішні по Великій Британії рейси та до Європи. Пізніше вступив у конкурентну гру з аеропортом Глазго ― Прествік, запропонувавши рейси по всьому світу. Крайній в результаті конкуренції зійшов на друге місце, отримавши нішу по обслуговуванню лоу-костерів, вантажних та чартерних компаній.

## Авіалінії та напрямки, квітень 2021

### Пасажирські
| Авіакомпанія        | Пункт призначення |
| ------------------- | --- |
| Aer Lingus Regional | Корк, Дублін |
| Air Canada Rouge    | Сезонний: Торонто–Пірсон |
| Air Transat         | Торонто–Пірсон |
| BH Air              | Сезонний чартер: Бургас |
| Blue Air            | Бухарест |
| British Airways     | Лондон-Сіті, Лондон-Гатвік, Лондон-Хітроу Сезонний: Пальма-де-Мальорка |
| easyJet             | Аліканте, Амстердам, Барселона, Белфаст, Берлін, Бірмінгем, Бристоль, Фару, Джерсі, Лондон-Гатвік, Лондон-Лутон, Лондон-Станстед, Малага, Париж-Шарль де Голль, Венеція Сезонний: Бордо, Даламан, Женева, Кос, Марсель, Корнуолл (з 25 травня 2021), Пальма-де-Мальорка, Пула, Спліт                                                                               |
| Emirates            | Дубай |
| Icelandair          | Рейк’явік |
| Jet2.com            | Аліканте, Анталія, Барселона, Фуертевентура, Мадейра, Гран-Канарія, Краків, Лансароте, Малага, Тенерифе-Південний Сезонний: Будапешт, Бодрум, Бургас, Корфу, Даламан, Фару, Женева, Іракліон, Ібіца, Ізмір, Кефалонія , Кос (з 4 травня 2022),, Ларнака, Мальта, Менорка, Неаполь, Пальма-де-Мальорка, Пафос, Прага, Реус, Рейк’явік, Родос, Рим-Ф'юмічіно, Закінф |
| KLM                 | Амстердам |
| Loganair            | Барра, Белфаст-Сіті, Бенбекула, Кемпбелтаун, Деррі, Донегол, Ексетер, Айлей, Керкволл, Саутгемптон, Сторновей, Самборо, Тайрі |
| Lufthansa           | Франкфурт |
| Ryanair             | Дублін, Краків, Малага, Варшава-Модлін, Вроцлав Сезонний: Аліканте, Брюссель-Шарлеруа (з 1 травня 2021) |
| TUI Airways         | Аліканте, Гран-Канарія, Лансароте, Тенерифе-Південний Сезонний: Анталія, Бургас, Канкун, Шамбері, Корфу, Даламан, Дубровник, Енфіда, Іракліон, Ібіца, Ларнака, Малага, Орландо-Мельбурн (з 2 травня 2022),, Менорка, Неаполь, Орландо (завершення 27 жовтня 2021),, Пальма-де-Мальорка, Пафос, Реус, Родос, Зальцбург, Турин, Верона, Закінф                       |
| United Airlines     | Сезонний: Ньюарк |
| Virgin Atlantic     | Сезонний: Орландо |
| WestJet             | Сезонний: Галіфакс |

### Вантажні
| Авіакомпанія | Пункт призначення         |
| ------------ | ------------------------- |
| FedEx Feeder | Лондон–Станстед, Ньюкасл, |

## Статистика
Див. джерело запитів Вікіданих та джерела.
|      | Авіатрафік | Пасажирообіг | Вантожообіг (тонн) |
| ---- | ---------- | ------------ | ------------------ |
| 1997 | 6,117,006  | 98,204       | 10,574             |
| 1998 | 6,566,927  | 100,942      | 8,517              |
| 1999 | 6,813,955  | 101,608      | 8,972              |
| 2000 | 6,965,500  | 104,929      | 8,545              |
| 2001 | 7,292,327  | 110,408      | 5,928              |
| 2002 | 7,803,627  | 104,393      | 5,041              |
| 2003 | 8,129,713  | 105,597      | 4,927              |
| 2004 | 8,575,039  | 107,885      | 8,122              |
| 2005 | 8,792,915  | 110,581      | 8,733              |
| 2006 | 8,848,755  | 110,034      | 6,289              |
| 2007 | 8,795,653  | 108,305      | 4,276              |
| 2008 | 8,178,891  | 100,087      | 3,546              |
| 2009 | 7,225,021  | 85,281       | 2,334              |
| 2010 | 6,548,865  | 77,755       | 2,914              |
| 2011 | 6,880,217  | 78,111       | 2,430              |
| 2012 | 7,157,859  | 80,472       | 9,497              |
| 2013 | 7,363,764  | 79,520       | 11,837             |
| 2014 | 7,715,988  | 84,000       | 15,411             |
| 2015 | 8,714,307  | 90,790       | 13,193             |
| 2016 | 9,327,193  | 98,217       | 12,921             |
| 2017 | 9,902,239  | NA           | NA                 |
| 2018 | 9,698,862  | 86,226       | NA                 |